# 세바스티앙 포르 (축구 선수)
세바스티앙 포르(Faure Sebastien, 1991년 1월 3일~)는 프랑스 국적의 축구 선수이다. 포지션은 수비수이다.